# Фредерик Кіслер

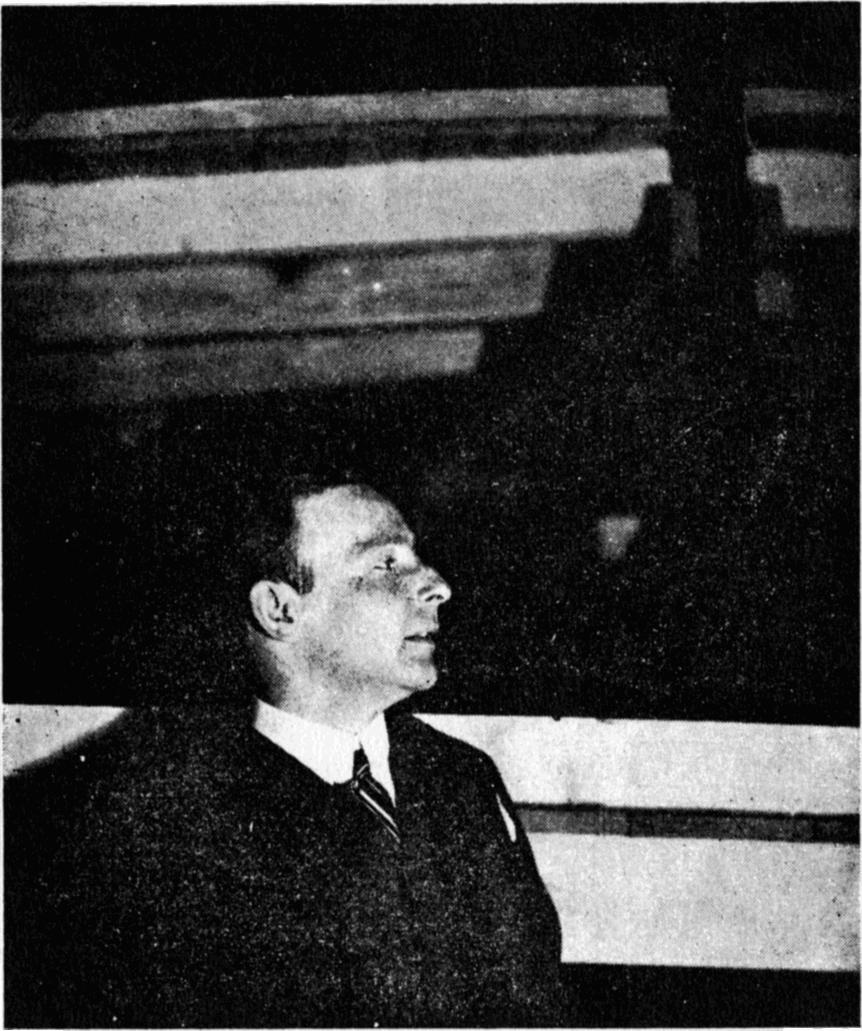
Фредерик Кіслер

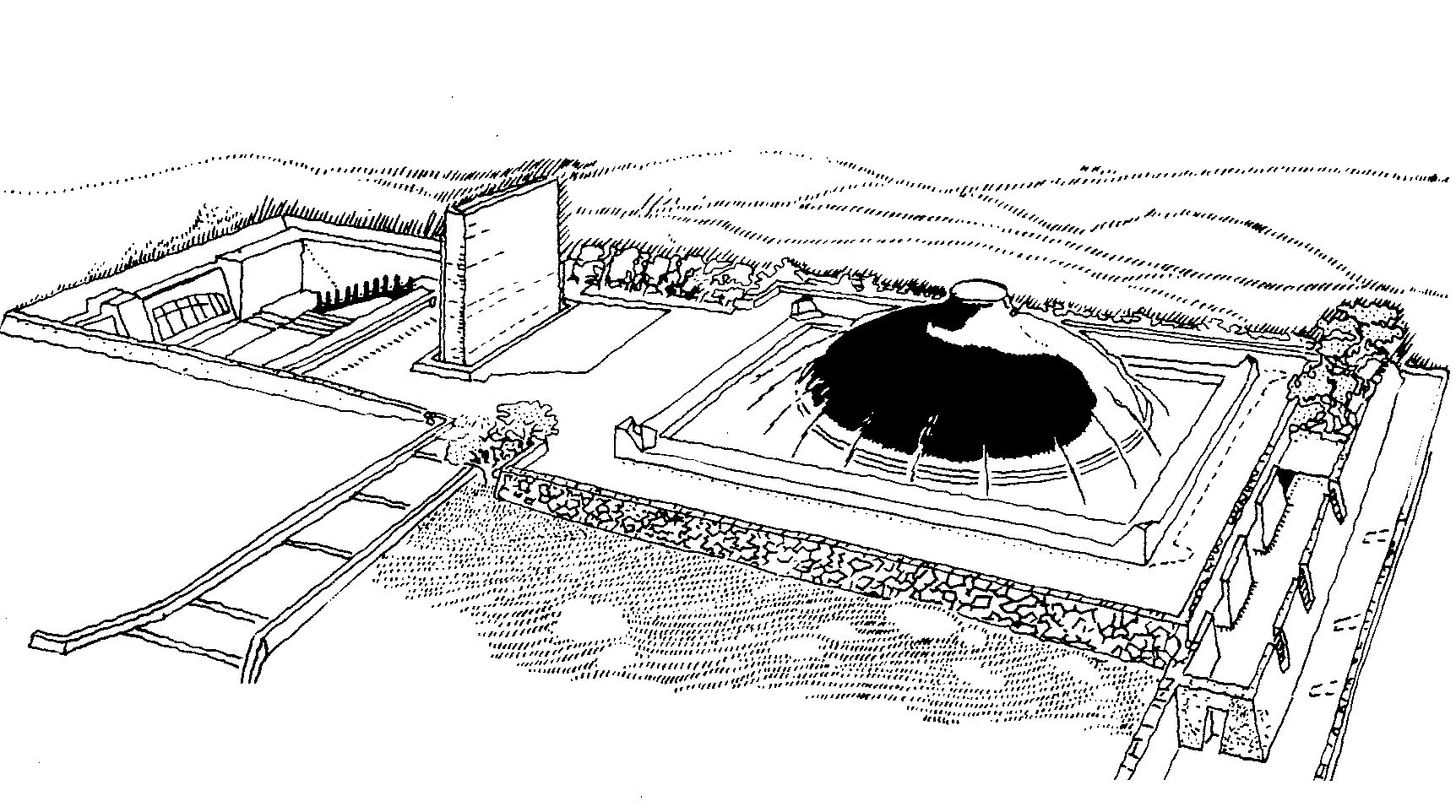
Храм Книги, Арх.: Ф. Кіслер, А. Бартос. 1961—1964

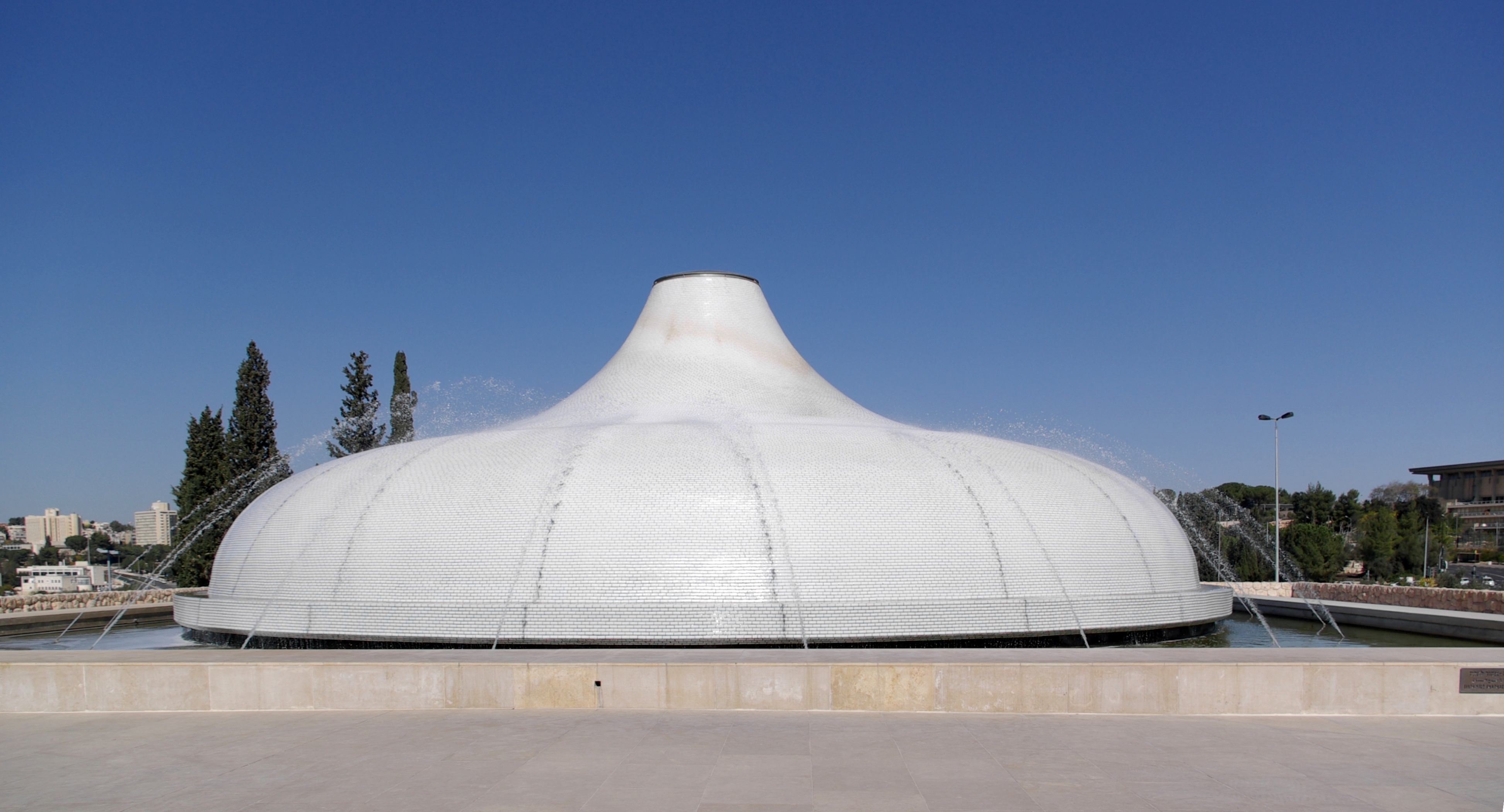
Храм Книги

Фредери́к Кі́слер (англ. Frederick Kiesler; *22 вересня 1890, Чернівці — †27 грудня 1965, Нью-Йорк) — архітектор, художник, скульптор, філософ.
Фредерик Кіслер народився в 1890 у Чернівцях, навчався в мистецьких закладах Відня. На початку 1920-х років розробив сюрреалістичне уявлення гнучких просторів і обґрунтував це з точки зору філософії.
1926 прибув у США для організації виставки й залишився за океаном назавжди.
Архітектурні проекти свідчать про постійні пошуки в реалізації безконечного простору: «Нескінченний театр»(1922—1923), «Конструкції, що продовжуються» (1934), «Безконечний будинок» (1947), «Space House» (1933).
У 1920-ті — на позиціях групи «Стиль», в 1940-ві — близький до сюрреалізму. Свій стиль у скульптурі визначав як «кореалізм» — відображення через скульптуру простору іншої реальності.
1964 — за проектами Фрідріха Кеслера споруджено музей манускриптів Мертвого моря в Єрусалимі. Для Фредеріка Кислера Храм Книги став єдиним проектом, що був реалізований. Хоча романтичні, такі, що здавалися ледве реальними, ідеї Кіслера, звичайно, обігнали свій час.